# قبیله کریپندورف
قبیله کریپندورف (انگلیسی: Krippendorf's Tribe) یک فیلم در ژانر کمدی به کارگردانی تاد هلند است که در سال ۱۹۹۸ منتشر شد.

## بازیگران
- ریچارد درایفس
- جنا الفمن
- میلا کونیس
- ناتاشا لیون
- لی‌لی تاملین
- دیوید اوگدن استایرس
- الین استریچ
- گرگوری اسمیت
- استیون روت
- تام پوستون
- ژولیو اسکار مچوسو
- شیوون فالون هوگان
- فرانسیس بای
- لنس کینسی
- لورا کایوت
- سوزان راتن
- فیل لیدز
- بروس جارچو
- باربارا ویلیامز
- سندی مارتین